# Henry Lambertz

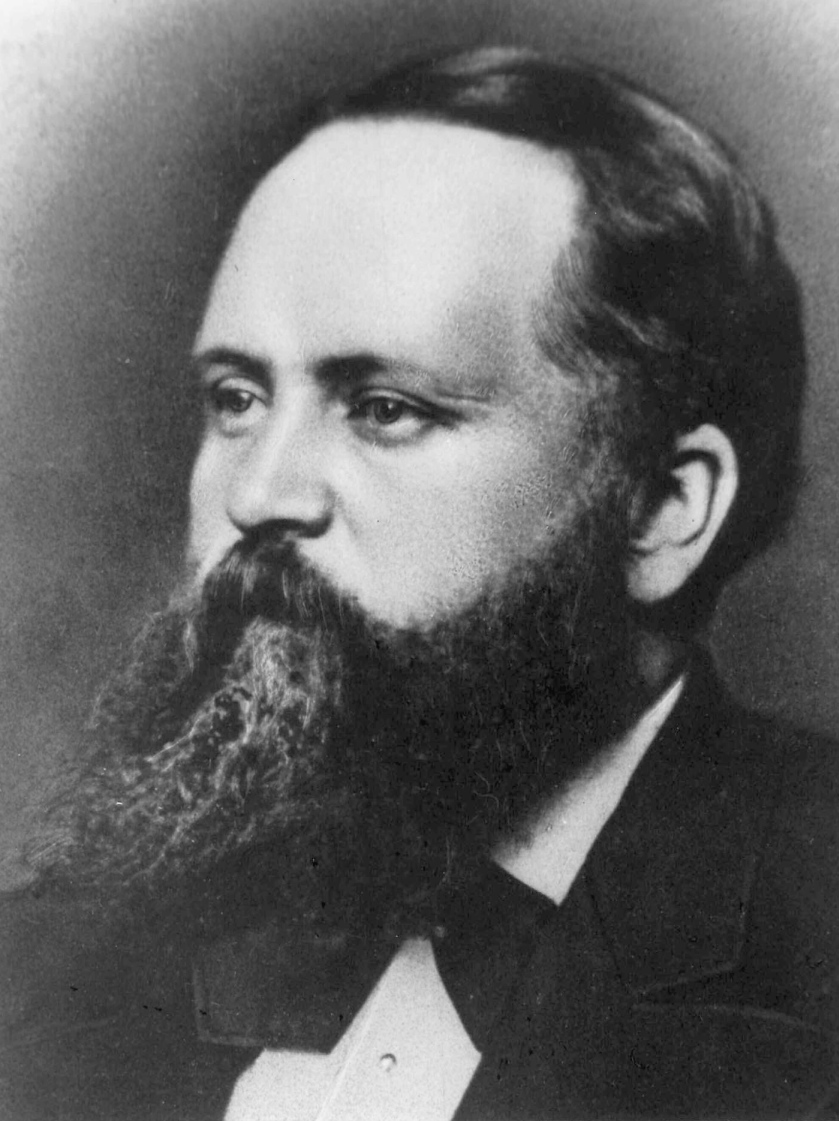
Henry Lambertz

Henry Joseph Napoléon Lambertz (* 22. Januar 1834 in Aachen; † 22. März 1898 in Burtscheid) war ein deutscher Bäcker und Konditor und Namensgeber der Aachener Printenfabrik Henry Lambertz.

## Biografie
Der Sohn des aus Erkelenz stammenden Zuckerbäckers Johann Werner Lambertz (1802–1866) und der Adelheid Geulen (1803–1876), Tochter des tondeur de drap (Tuchscherers) Johann Heinrich Geulen und der Magdalena Königs, absolvierte im elterlichen Betrieb eine Ausbildung zum Bäcker und Konditor. Im Jahr 1831 war der Vater Johann Werner Lambertz nach Aachen gezogen und ließ sich zunächst bis 1855 im Stadtzentrum am Büchel nieder. In den nächsten Jahren verfeinerte Johann Werner Lambertz sein Handwerk und legte sich auf Konditoreiwaren fest und entwickelte die Kräuterprinte. 1855 zog er mit seinem Geschäft in die Ursulinerstraße Nr. 8, wo er bis zu seinem Tod im Jahr 1866 seinen Meisterbetrieb führte.

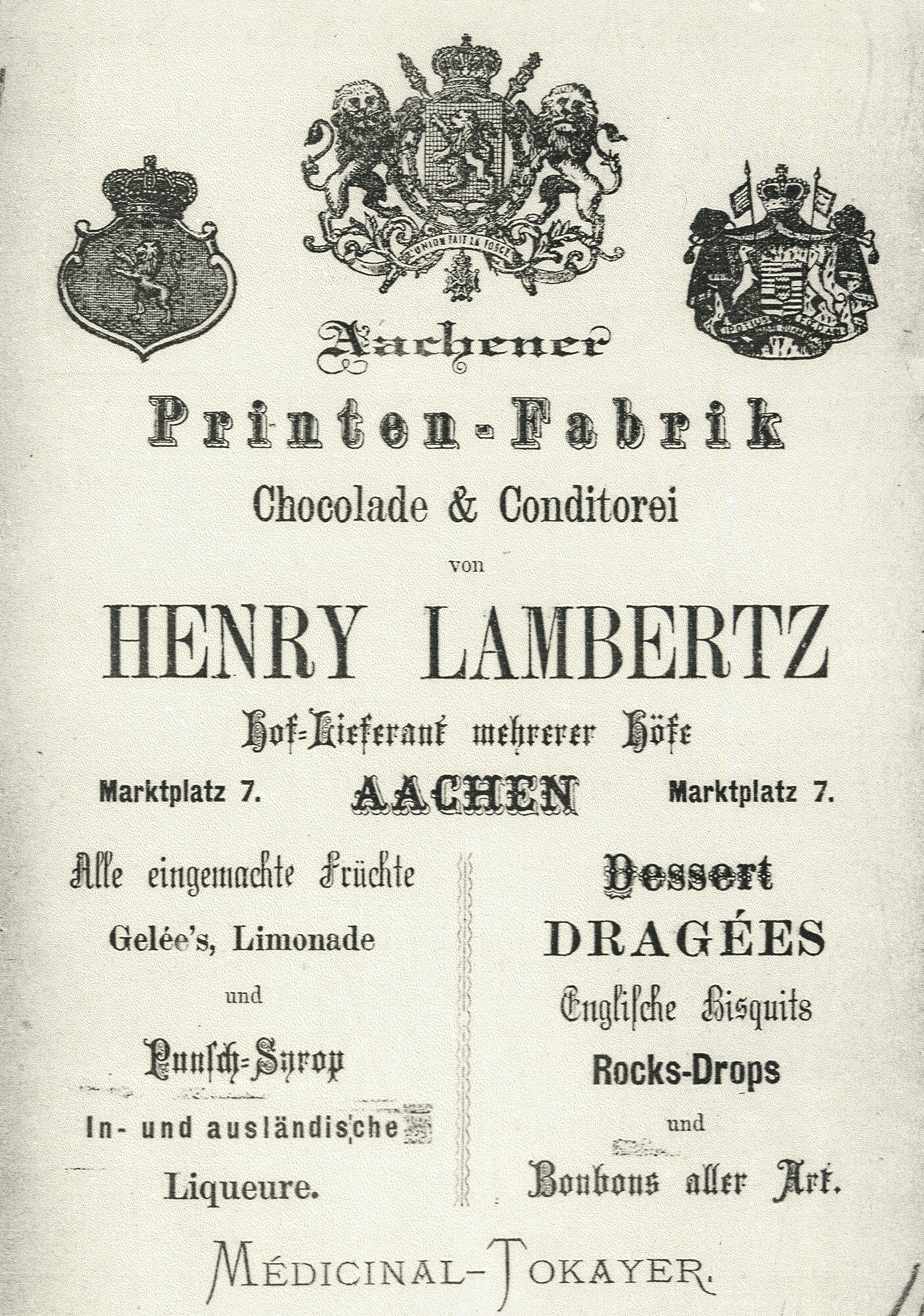
Anzeige 1874

Henry Lambertz selbst erweiterte noch vor 1860 im Königreich Belgien seine Kenntnisse in der Confiserie- und Schokoladenherstellung, wo er am 10. April 1860 in Huy Pauline Macorps, Tochter des Bourreliers Michel Joseph Marie Macorps (1778 – 28. Oktober 1858) und der Marie Joseph Demasy (1788 – 1. Juni 1834) heiratete. Noch im gleichen Monat kehrte Lambertz nach Aachen zurück und übernahm am Markt Nr. 7 das so genannte Haus zur Sonne – in früheren Zeiten Haus zum grünen Schilde, in dem sich zuvor die Feinbäckerei und Konditorei des in Rente gegangenen Franz Fromm befand. Hier produzierte Lambertz nun Süßwaren aller Art sowie Pralinen, Dragées, Gelée, Dessert und eingemachte Früchte, sowie Sirupe, Liqueure und Punsch-Essenzen. Besonders seine Weiterentwicklung der Aachener Printen wurde zum Aushängeschild des Unternehmens. Dieses ehemalige Gebildbrot aus dem Raum Dinant in Belgien, „Couques de Dinant“ genannt, wurde ursprünglich durch Wanderarbeiter, hier vor allem die Kupferschläger, verbreitet. Bereits seit der Kontinentalsperre war diesem Gebildbrot statt des Rohrzuckers, der nun nicht mehr auf dem Markt zu haben war, Farinzucker und Zuckerrübensirup zugegeben worden, was zu einem entsprechend dunklerem, gröberen, zäheren und schwer formbaren Teig führte. Dieser Teig hatte den Vorteil, problemlos fabrikmäßig geformt und hergestellt werden zu können. Dadurch eignete sich diese Printenart wesentlich besser zum Versand und damit zum Erschließen neuer Printen-Märkte. Nachdem bereits um 1820 die Zutatenliste durch Zugabe unter anderem von Zimt, Anis, Nelken, Kardamom, Koriander, Piment, aber auch Orangeat und Ingwer verändert worden war, was zur Entwicklung der Kräuterprinte geführt hatte, begann Henry Lambertz ab 1860 in seinem Betrieb mit der Herstellung von flüssiger Schokolade und kreierte nun die Schokoladenprinte.
Zwischenzeitlich ließen sich ebenso zwei Brüder von Henry Lambertz in Aachen als Bäcker und Konditor nieder, Johann Jakob in der Wilhelmstraße 66 und Johann Matthias in der Hochstraße 28, wobei Letzterer später sein Geschäft als Delicatessen-, Fisch-, Wein- und Liqueurhandlung weiterführte. Darüber hinaus bestand seitens der Familie noch bis 1876 das elterliche Backwaren- und Konditorengeschäft in der Ursulinerstraße, welches nach dem Tod des Johann Werner Lambertz von dessen Witwe Adelheid weitergeführt worden war.
Spätestens ab 1872 wurde Henry Lambertz mit dem Titel Hoflieferant von drei Adelshäusern ausgezeichnet, nachdem er u. a. das belgische, niederländische und preußische Königshaus regelmäßig mit seinen Produkten beliefert hatte. Das Sonnen-Emblem des Hauses wurde nun auch als Firmenlogo übernommen. Lambertz erweiterte sein Sortiment um Englische Biscuits, in- und ausländische Liqueure sowie Medicinal Tokayer. Im Jahr 1874 modernisierte er seinen Betrieb mit einer Dampfmaschine und gründete 1876 noch eine Filiale auf dem Friedrich-Wilhelm-Platz 10.
Der in den 1870er Jahren schwer erkrankte Henry Lambertz entschloss sich nun zum Verkauf seines Betriebes und des Hauses zur Sonne an den ehemaligen Bierbrauer und Verwandten aus einer Nebenlinie der Familie Christian Geller und dessen Ehefrau Josephine geb. Ross, da sein einziges Kind, die Tochter Marie (* 10. Januar 1861), noch zu jung für eine Betriebsübernahme war. Der Verkauf wurde am 5. September 1878 beschlossen und am 16. September 1878 notariell vollzogen. Ein Jahr nach Henry Lambertz Tod wurde durch Geller veranlasst, dass am 8. Juli 1899 die Bezeichnung Henry Lambertz als Wortmarke beim Deutschen Patent- und Markenamt angemeldet und am 4. Oktober 1899 als geschützte Wortmarke im Register des Deutschen Patent- und Markenamtes eingetragen, klassifiziert unter Konditor- und Backwaren aller Art und auch die Bezeichnung Hoflieferant übernommen werden konnte. Zum Gesamtbetrieb gehörten jetzt neben dem Stammsitz am Markt mit dem rückseitigen Zugang in der Augustinergasse, in der sich auch die Fabrik befand, noch die Filiale am Friedrich-Wilhelm-Platz und eine weitere am Dahmengraben 16.
Neben seinen beruflichen Verpflichtungen engagierte sich Henry Lambertz auch ehrenamtlich und regte unter anderem, unterstützt durch Stiftungsgelder, den Neubau der Aachener Herz-Jesu-Kirche an.
Henry Lambertz verstarb am 22. März 1898 im Alter von 64 Jahren und wurde auf dem Aachener Ostfriedhof beigesetzt.
Von dem Ehepaar Henry und Pauline Lambertz existieren zwei Porträtbilder, die von dem Aachener Maler Heinrich Franz Carl Billotte angefertigt worden waren und sich derzeit in Privatbesitz befinden.